# Gornje Planjane
Gornje Planjane su naselje u sastavu Općine Unešić, u Šibensko-kninskoj županiji. Nalaze se oko 4 kilometra sjeverno od Unešića.

## Povijest
Do 1953. naselja Gornje Planjane i Donje Planjane bila su jedinstveno selo Planjane. 

## Stanovništvo
Prema popisu iz 2011. naselje je imalo 166 stanovnika.
| broj stanovnika |       |       |       |       |       |       |       |       |       | 592   | 613   | 542   | 380   | 277   | 214   | 166   | 111   |
|                 | 1857. | 1869. | 1880. | 1890. | 1900. | 1910. | 1921. | 1931. | 1948. | 1953. | 1961. | 1971. | 1981. | 1991. | 2001. | 2011. | 2021. |